# Balete
Balete (Bayan ng Balete) är en kommun i Filippinerna. Kommunen ligger på ön Luzon, och tillhör provinsen Batangas. Folkmängden uppgår till 22 661 invånare år 2015.
Balete är indelat i 13 barangayer.